# Alien Abduction: Incident in Lake County
Alien Abduction: Incident in Lake County é um filme estadunidense  de 1998, do gênero ficção científica e suspense, feito para a TV e, dirigido e produzido por Dean Alioto. 

## Enredo
Na cabana de uma família desaparecida, um policial encontra uma fita de vídeo amador que mostra os momentos de terror vividos pela família. Um dos garotos, que quer ser diretor de cinema, carrega sempre consigo sua câmera e, quando ocorre uma falta de energia, os irmãos vão investigar e acabam se deparando com aliens que haviam acabado de desembarcar.

## Elenco
- Benz Antoine.......Matthew McPherson
- Kristian Ayre.......Tommy McPherson
- Gillian Barber.......Roselyn McPherson
- Michael Buie.......Brian McPherson
- Emmanuelle Chriqui.......Renee Laurent
- Marya Delver.......Melanie
- Katlyn Ducharme.......Rosie McPherson
- Ingrid Kavelaars.......Linda McPherson
- Aaron Pearl.......Kurt McPherson
- Bart Anderson.......Professor Green